# Landrethun-lès-Ardres
Landrethun-lès-Ardres é uma comuna francesa na região administrativa de Altos da França, no departamento de Pas-de-Calais. Estende-se por uma área de 5,71 km². Em 2010 a comuna tinha 780 habitantes (densidade: 136,6 hab./km²).